# Skrapbingo
Skrapbingo är en skraplott från Svenska Spel. Varje lott kostar 30 kr.
Lotten består av en skrapbar utropsbricka med 25 nummer och fyra skrapbara bingobrickor. Man skrapar fram ett nummer på utropsbrickan och därefter skrapar man samma nummer på bingobrickorna. Man vinner vid fem nummer i rad (vågrätt, lodrätt eller diagonalt), fyra hörn eller ett kryss på någon av bingobrickorna. Det är möjligt att vinna flera gånger på samma lott.

## Vinster
Man kan vinna upp till en miljon kronor på skrapet. Man vinner i genomsnitt på var fjärde lott. På 1 000 000 lotter utgår 14 700 000 i vinst (uppgift från 2007).